# Daniel Salamanca Posadas
Daniel René Salamanca Posadas (Ciudad de Guatemala; 20 de enero de 1939) es un exfutbolista guatemalteco que jugó de delantero.

## Selección nacional
En 1961 jugó su primer torneo de selecciones con Guatemala, siendo el Campeonato Centroamericano y del Caribe, sin embargo, no tuvo minutos.
Después, estuvo en los Campeonatos de Naciones de la Concacaf de 1963, 1967 y 1969, logrando ser campeón en su segunda participación. En total, estuvo 23 veces con su país, anotando 3 goles.

## Clubes
| Club                      | País      | Año       |
| ------------------------- | --------- | --------- |
| Universidad de San Carlos | Guatemala | 1961-1963 |
| Municipal                 | Guatemala | 1963-1971 |
| Aurora                    | Guatemala | 1971-1972 |
| Cementos Novella          | Guatemala | 1972-1973 |
| Universidad de San Carlos | Guatemala | 1973-1974 |
| Tipografía Nacional       | Guatemala | 1974-1975 |

## Palmarés

### Títulos nacionales
| Título                    | Equipo    | País      | Año     |
| ------------------------- | --------- | --------- | ------- |
| Liga Nacional             | Municipal | Guatemala | 1963-64 |
| Liga Nacional             | Municipal | Guatemala | 1965-66 |
| Copa Nacional             | Municipal | Guatemala | 1967    |
| Copa Campeón de Campeones | Municipal | Guatemala | 1967    |
| Copa Nacional             | Municipal | Guatemala | 1969    |
| Liga Nacional             | Municipal | Guatemala | 1969-70 |

### Títulos internacionales
| Título                                | Equipo    | Sede     | Año  |
| ------------------------------------- | --------- | -------- | ---- |
| Campeonato de Naciones de la Concacaf | Guatemala | Honduras | 1967 |